# Jodis placida
Jodis placida är en fjärilsart som beskrevs av Inoue 1986. Jodis placida ingår i släktet Jodis och familjen mätare. Inga underarter finns listade i Catalogue of Life.